# Клепиково (Алтайский край)
Кле́пиково — село в Усть-Пристанском районе Алтайского края. Административный центр Клепиковского сельсовета.

## История
В 1926 году состояло из 215 хозяйств. В национальном составе населения того периода преобладали русские. Действовали школа I ступени, маслозавод и лавка общества потребителей. В административном отношении являлось центром Клепиковского сельсовета Пристанского района Бийского округа Сибирского края.

## Население
| 1926 | 1997 | 1998 | 1999 | 2000 | 2001 |
| ---- | ---- | ---- | ---- | ---- | ---- |
| 1000 | ↘512 | ↗534 | ↘521 | ↘519 | ↗522 |
| 2002 | 2003 | 2004 | 2005 | 2006 | 2007 |
| ↗539 | ↘536 | ↘492 | ↗508 | ↗511 | ↘493 |
| 2008 | 2009 | 2010 | 2011 | 2012 | 2013 |
| ↘474 | ↘441 | →441 | ↘436 | ↘432 | ↘430 |

Национальный состав
Согласно результатам переписи 2002 года, в национальной структуре населения русские составляли 100 %.